# إبراهيم بور داوود
إبراهيم بور داوود (بالفارسية: ابراهیم پور داوود) (4 مارس 1886 - 17 نوفمبر 1968) حقوقي، مترجم، لغوي، أكاديمي وشاعر إيراني اشتهر بمؤلفاته وأبحاثه عن تاريخ إيران القديم واللغة أفستية.

## حياته
هو إبراهيم بن داوود بن باقر، ولد يوم 28 جمادى الأولى 1303/ 4 مارس 1886 في مدينة رشت الجيلانية. كان والده تاجرا. تعلم باللغة الفارسية والعربية في رشت ثم درس طب القديم في طهران وفي عام 1906 سافر إلى بلاد الشام من طريق بغداد وأكمل دراسته في اللغة الفرنسية في مدرسة اللاييك ببيروت . ثم سافر إلى فرنسا عام 1910 وبعد سنة ونصف من التدريب الأولي، درس حقوق في جامعة باريس. هرب من باريس خلال الحرب العالمية الأولى وسكن برلين عام 1915 وواصل دراسته في حقوق بجامعة هومبولت في برلين. رجع إلى بلاده في 1924 مع زوجته وإبنته. و في عام 1926 سافر إلى الهند وتابعت أبحاثه هناك وفي برلين بعد 1929. 

عين عام 1933 أستاذا في جامعة فيسفا-بهاراتي في هند وشارك في العديد من المؤتمرات واللقاءات. رجع إيران في 1938 وعين أستاذا لحقوق واللغة أفستية في جامعة طهران. 

تقاعد في 1964 وتوفي 17 نوفمبر 1968/ 28 شعبان 1388 في طهران.